# Festival de Cine Iberoamericano de Huelva
El Festival de Cine Iberoamericano de Huelva se celebra desde 1974 en la ciudad española de Huelva y está dedicado al cine iberoamericano (fundamentalmente creado en países americanos y europeos, del habla hispana y portuguesa global, en esencia). Entre sus objetivos está promocionar el cine iberoamericano en Europa, así como su defensa y fomento.
El festival supone uno de los mayores eventos culturales de la ciudad y de la provincia de Huelva; por su proyección internacional, es el decano de los festivales cinematográficos de Andalucía y uno de los más antiguos de España. El premio principal se conoce como Colón de Oro.

## Secciones
Además de la Sección oficial competitiva, existen otras secciones como Talento andaluz y Nuevos realizadores así como premios paralelos como La llave de la Libertad, otorgado por los reclusos de la cárcel provincial y premio de Radio Exterior de España. 
Los premios principales son:
- Colón de Oro (mejor película de la Sección oficial).
- Premio Ciudad de Huelva (homenaje).
- Premios Luz (homenajes).
- Premio Juan Ramón Jiménez (mejor película de la sección Talento andaluz).
- Carabelas de Plata (premios de la sección Cortometrajes y Nuevos realizadores).
- premio Escuela de Arte León Ortega (a la mejor Fotografía en Largometrajes y Cortometrajes).

### Colón de Oro

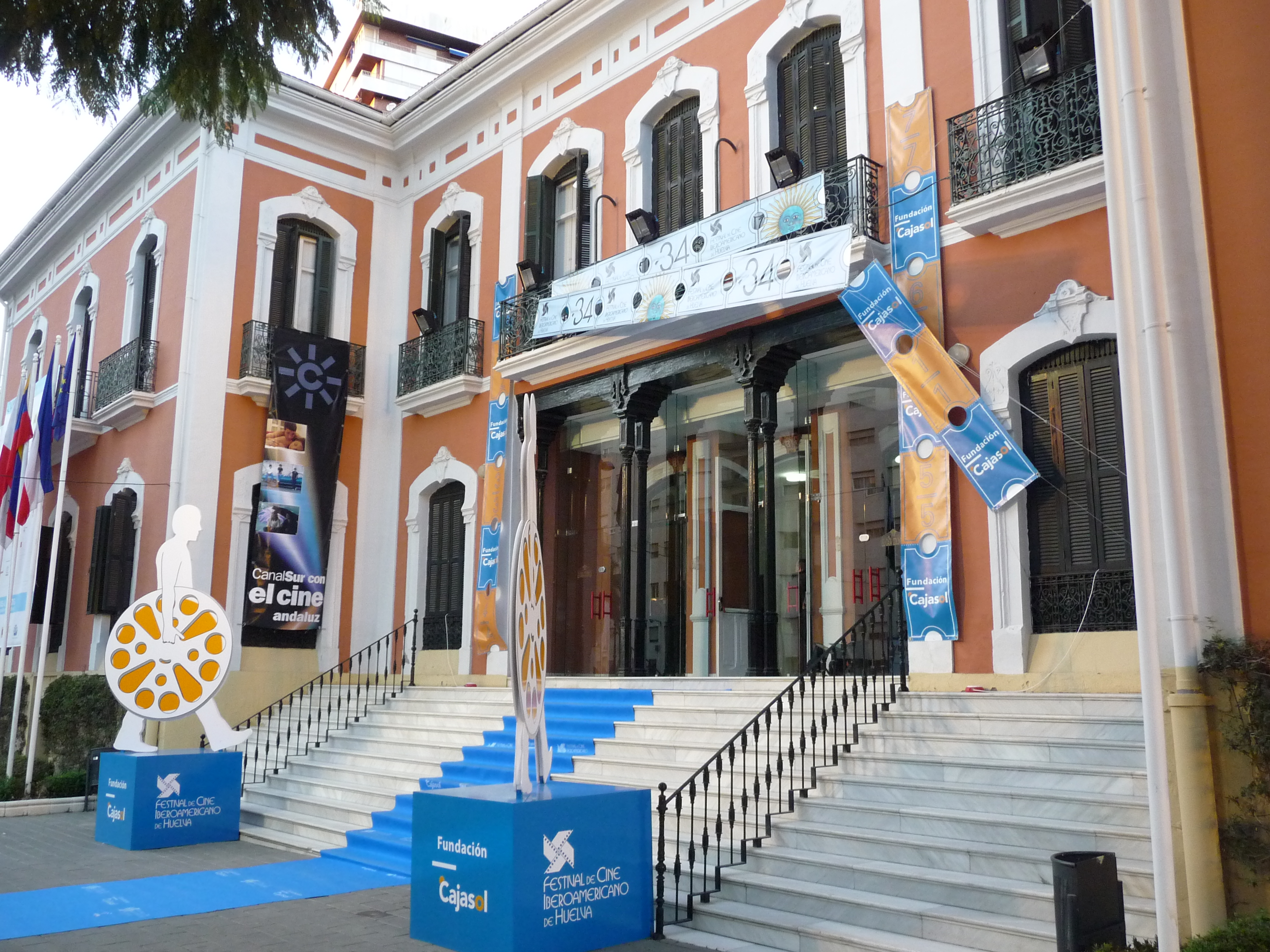
Casa Colón, durante la celebración de la 34.ª edición.

| Colón de Oro a la mejor película iberoamericana | Colón de Oro a la mejor película iberoamericana        | Colón de Oro a la mejor película iberoamericana      | Colón de Oro a la mejor película iberoamericana |
| Año                                             | Película(s)                                            | Dirección                                            | País(es)                                        |
| ----------------------------------------------- | ------------------------------------------------------ | ---------------------------------------------------- | ----------------------------------------------- |
| 1975                                            | Ya no basta con rezar                                  | Aldo Francia                                         | Chile                                           |
| 1976                                            | La última cena                                         | Tomás Gutiérrez Alea                                 | Cuba                                            |
| 1976                                            | Los traidores                                          | Grupo Cine de la Base                                | Argentina                                       |
| 1977                                            | Cantata de Chile                                       | Humberto Solás                                       | Cuba                                            |
| 1978                                            | Chuvas de verao                                        | Carlos Diegues                                       | Brasil                                          |
| 1979                                            | Julio comienza en julio                                | Silvio Caiozzi                                       | Chile                                           |
| 1980                                            | A culpa                                                | António Vitorino D'Almeida                           | Portugal                                        |
| 1980                                            | La viuda de Montiel                                    | Miguel Littín                                        | México                                          |
| 1981                                            | Cerromaior                                             | Luis Felipe Rocha                                    | Portugal                                        |
| 1982                                            | Últimos días de la víctima                             | Adolfo Aristarain                                    | Argentina                                       |
| 1983                                            | Ardiente paciencia                                     | Antonio Skármeta                                     | Chile                                           |
| 1984                                            | Asesinato en el Senado de la Nación                    | Juan José Jusid                                      | Argentina                                       |
| 1984                                            | Los chicos de la guerra                                | Bebe Kamin                                           | Argentina                                       |
| 1985                                            | El rigor del destino                                   | Gerardo Vallejo                                      | Argentina                                       |
| 1986                                            | Pobre mariposa                                         | Raúl de la Torre                                     | Argentina                                       |
| 1987                                            | Bésame mucho                                           | Francisco Ramalho                                    | Brasil                                          |
| 1988                                            | A mulher do próximo                                    | José Fonseca e Costa                                 | Portugal                                        |
| 1989                                            | Juliana                                                | Fernando Espinoza y Alejandro Legaspi                | Perú                                            |
| 1990                                            | Después de la tormenta                                 | Tristán Bauer                                        | Argentina                                       |
| 1991                                            | Las tumbas                                             | Javier Torre                                         | Argentina                                       |
| 1992                                            | Adorables mentiras                                     | Gerardo Chijona                                      | Cuba                                            |
| 1992                                            | El beso del sueño                                      | Rafael Moreno Alba                                   | España                                          |
| 1993                                            | La estrategia del caracol                              | Sergio Cabrera                                       | Colombia                                        |
| 1994                                            | Reina y Rey                                            | Julio García Espinosa                                | Cuba                                            |
| 1995                                            | Sicario                                                | José Ramón Novoa                                     | Venezuela                                       |
| 1996                                            | Como un relámpago                                      | Miguel Hermoso                                       | España                                          |
| 1997                                            | Como Nascem os Anjos                                   | Murillo Salles                                       | Brasil                                          |
| 1998                                            | Traição                                                | Arthur Fortes, Claudio Torres y José Enrique Fonseca | Brasil                                          |
| 1999                                            | Garage Olimpo                                          | Marco Bechis                                         | Argentina                                       |
| 2000                                            | Coronación                                             | Silvio Caiozzi                                       | Chile                                           |
| 2001                                            | En la puta vida                                        | Beatriz Flores Silva                                 | Uruguay                                         |
| 2002                                            | Madame Satã                                            | Karim Aïnouz                                         | Brasil                                          |
| 2003                                            | El viaje hacia el mar                                  | Guillermo Casanova                                   | Uruguay                                         |
| 2004                                            | Whisky                                                 | Juan Pablo Rebella y Pablo Stoll                     | Uruguay                                         |
| 2006                                            | El violín                                              | Francisco Vargas                                     | México                                          |
| 2007                                            | Luz silenciosa                                         | Carlos Reygadas                                      | México                                          |
| 2008                                            | La buena vida                                          | Andrés Wood                                          | Chile                                           |
| 2009                                            | La nana                                                | Sebastián Silva                                      | Chile                                           |
| 2010                                            | Hermano                                                | Marcel Rasquin                                       | Venezuela                                       |
| 2011                                            | Eu receberia as piores notícias dos seus lindos lábios | Beto Brant y Renato Ciasca                           | Brasil                                          |
| 2012                                            | Infancia clandestina                                   | Benjamín Ávila                                       | Argentina, Brasil, España                       |
| 2013                                            | Workers                                                | José Luis Valle                                      | México, Alemania                                |
| 2014                                            | Zanahoria                                              | Enrique Buchichio                                    | Uruguay, Argentina                              |
| 2015                                            | Magallanes                                             | Salvador del Solar                                   | Perú, Argentina, España                         |
| 2016                                            | Pizarro                                                | Simón Hernández                                      | Colombia                                        |
| 2017                                            | La novia del desierto                                  | Cecilia Atán y Valeria Pivato                        | Argentina, Chile                                |
| 2018                                            | Miriam miente                                          | Natalia Cabral y Oriol Estrada                       | República Dominicana, España                    |
| 2019                                            | Canción sin nombre                                     | Melina León                                          | España, Perú                                    |
| 2020                                            | Planta permanente                                      | Ezequiel Radusky                                     | Argentina, Uruguay                              |
| 2021                                            | El otro Tom                                            | Rodrigo Plá y Laura Santullo                         | México, Estados Unidos                          |
| 2022                                            | Blanquita                                              | Fernando Guzzoni                                     | Chile                                           |
| 2023                                            | Valentina o la serenidad                               | Ángeles Cruz                                         | México                                          |

### Premios Ciudad de Huelva
- 1998 - Edward James Olmos y María Conchita Alonso
- 1999 - Miguel Littín, Ángela Molina y Gerardo Herrero
- 2000 - Federico Luppi y Sara Montiel
- 2001 - Julio García Espinosa y Carmen Sevilla
- 2002 - Adolfo Aristarain
- 2003 - Jorge Ruiz e Imanol Arias
- 2004 - Norma Aleandro y Concha Velasco
- 2005 - Sancho Gracia, Leonardo Sbaraglia y Manoel de Oliveira
- 2006 - Ernesto Alterio y José María Morales
- 2007 - Maribel Verdú y Manuel Pérez Estremera
- 2008 - Juan Luis Galiardo y Enrique González Macho
- 2009 - José Luis Gómez y Joaquim de Almeida
- 2010 - Pedro Armendáriz Jr.
- 2011 - Academia de las Artes y las Ciencias Cinematográficas de España[8] y Julio Fernández
- 2012 - Desierto[9]
- 2013 - Antonio de la Torre
- 2014 - Soledad Villamil - José Luis Garci
- 2015 - Belén Rueda, Aitana Sánchez-Gijón, José Torres (actor).
- 2016 - Jorge Perugorría.
- 2017 - Darío Grandinetti.
- 2018 - Kiti Mánver.
- 2019 - Juana Acosta.
- 2020 - Alberto Rodríguez.
- 2021 - Fernando Trueba.
- 2022 - Nathalie Poza.
- 2023 - Cecilia Suárez.

### In memoriam
- 1999 - Juanita Reina
- 2001 - Anthony Quinn y Francisco Rabal
- 2007 - Emma Penella

### Sección Rábida
- Largometrajes
- Cortometrajes